# جيمس ستافورد (كاهن كاثوليكي)
جيمس ستافورد (بالإنجليزية: James Stafford)‏ هو كاهن كاثوليكي أمريكي، ولد في 26 يوليو 1932 في بالتيمور في الولايات المتحدة.

## وصلات خارجية
- جيمس ستافورد على موقع إن إن دي بي (الإنجليزية)